# Robin Schall-Emden
Robin Schall, seit 1931 Robin Schall-Emden (* 22. März 1893 in Stuttgart; † 29. Januar 1946 in Zedelgem, Belgien) war ein deutscher Vizeadmiral im Zweiten Weltkrieg.

## Leben
Schall trat am 1. April 1911 als Seekadett in die Kaiserliche Marine ein und absolvierte seine Schiffsausbildung auf dem Großen Kreuzer Victoria Louise. Anschließend kam er an die Marineschule und wurde am 15. April 1912 zum Fähnrich zur See ernannt. Nachdem er die Schule erfolgreich absolviert hatte, wurde er am 1. Oktober 1913 auf den Stationskreuzer Emden versetzt, dessen Einsatzgebiet als Teil des dortigen Geschwaders bei der Ostasienstation lag. Dort erfolgte nach Ausbruch des Ersten Weltkriegs seine Beförderung zum Leutnant zur See am 3. August 1914. Nach der Versenkung des Schiffes vor den Kokosinseln geriet Schall am 9. November 1914 in Kriegsgefangenschaft, aus der er erst am 6. Dezember 1919 entlassen wurde.
Nach seiner Heimkehr wurde er zunächst zur Verfügung des Chefs der Marinestation der Ostsee gestellt, in die Reichsmarine übernommen und als Wachoffizier sowie Oberleutnant zur See (seit 1. Januar 1920) auf dem Kleinen Kreuzer Königsberg eingesetzt. Er diente dann vom 14. März 1920 bis 28. September 1921 als Kommandeur der 8. Halbflottille, wurde zwischenzeitlich am 1. September 1921 Kapitänleutnant und als solcher bis 30. September 1922 Kommandeur der 11. Halbflottille. Schall nahm danach einen drei Monate langen Lehrgang an der Sperrschule in Kiel. Vom 29. Juli 1926 bis 27. September 1927 war Schall als Kompaniechef bei der IV. Marineartillerieabteilung in Cuxhaven und anschließend zwei Jahre auf dem Linienschiff Schleswig-Holstein. Als Korvettenkapitän (seit 1. August 1929) war er anschließend Artillerieoffizier bei der Marinekommandantur Swinemünde sowie kurzzeitig vom 18. bis 24. April 1930 mit der Wahrnehmung der Geschäfte des Kommandeurs der III. Marineartillerieabteilung beauftragt. Anschließend wurde Schall zum Kommandeur der Abteilung ernannt.
1931 erhielt er als ehemaliges Besatzungsmitglied von Emden die Erlaubnis, seinem Nachnamen den Zusatz Emden hinzuzufügen.
Schall-Emden wechselte am 1. Oktober 1932 für ein Jahr als Marineverbindungsoffizier zum Wehrkreiskommando VI und wurde im Anschluss Erster Offizier auf dem Linienschiff Hessen. Vom 1. August bis zum 11. November 1934 durchlief er die Baubelehrung auf dem Panzerschiff Admiral Scheer, wurde bei der Indienststellung des Schiffes dessen Erster Offizier und am 1. Februar 1935 zum Fregattenkapitän befördert. Am 1. Oktober 1935 wurde Schall-Emden Chef des Marinebüros Stettin und als solcher am 1. Oktober 1936 Kapitän zur See. Am 16. Februar 1937 wurde er Kommandant des Leichten Kreuzers Königsberg. Ab 1938 war er Abschnittskommandant Stralsund.
Vom 13. September 1939 bis zum 17. März 1940 war er Festungskommandant von Gotenhafen sowie zeitgleich  Küstenbefehlshaber östliche Ostsee vom 13. Januar bis 17. März 1940. Nach der Besetzung Norwegens wurde er Hafenkapitän von Narvik. Er kehrte dann bis zum 20. Juni 1940 auf seine alte Dienststelle zurück und wurde zum Marinebefehlshaber Westfrankreich ernannt sowie am 1. Dezember 1940 zum Konteradmiral befördert. Vom 4. Dezember 1940 bis zum 18. Februar 1941 war er zur Verfügung des Oberbefehlshabers der Kriegsmarine gestellt, danach wurde er zum Kommandierenden Admiral ernannt. Als solcher war er Admiral der Seebefehlsstellen. Als Vizeadmiral (seit 1. Februar 1943) kam Schall am 14. November 1944 ein weiteres Mal in die Führerreserve. Im letzten Kriegsjahr war Schall ab 2. Januar Inspekteur der Wehrersatzinspektion Schleswig-Holstein.
Ab 15. Mai 1945 befand Schall sich in britischer Kriegsgefangenschaft, in der er am 29. Januar 1946 starb.

## Auszeichnungen
- Eisernes Kreuz (1914) II. und I. Klasse[2]
- Kolonialabzeichen[2]
- Ehrenkreuz des Fürstlichen Hausordens von Hohenzollern mit Schwertern[2]
- Deutsches Kreuz in Silber am 28. Dezember 1943